# براندان مكاي
براندان مكاي (بالإنجليزية: Brendan McKay)‏ هو عالم حاسوب ورياضياتي أسترالي، ولد في 26 أكتوبر 1951.

## وصلات خارجية
- الموقع الرسمي